# Python (Six Flags America)
Python (eerder Lightnin' Loops) is een voormalige stalen lanceerachtbaan in Six Flags America. Daarvoor had de baan al gestaan in Six Flags Great Adventure als Lightnin' Loops.

## Geschiedenis
Lightnin' Loops werd gebouwd in 1977 en geopend in 1978 in Six Flags Great Adventure. Het was de eerste achtbaan met een looping en een ongesloten circuit aan de oostkust van de Verenigde Staten. De achtbaan bestond uit twee identieke banen en stond aan de westkant van het park op de plek waar nu Batman: The Ride te vinden is.
De achtbaan bleef in de jaren tachtig populair, hoewel er ook grote andere achtbanen bij kwamen, Rolling Thunder (1979), Sarajevo Bobsled (1984) en Ultra Twister (1986). De achtbaan verloor pas populariteit in 1989 door de komst van een van de grootste inversie-achtbanen ter wereld, The Great American Scream Machine.
In 1990 raakte het parkgedeelte waarin onder andere Lightnin' Loops stond ernstig in verval. Vooral de thematisering van het parkgedeelte was slecht onderhouden. Direct werd er actie ondernomen en werd het landschap en de thematisering flink aangepakt. Het parkgedeelte kreeg ook een nieuwe naam, Movietown USA. Het parkgedeelte had veel te maken met Gotham City, ook werd er een nieuw showcomplex geopend. De Freefall werd hernoemd naar Stuntman's Freefall en Splashwater Falls kreeg nieuwe watereffecten.
In mei 1992 werd bekendgemaakt dat Lightnin' Loops zou gaan sluiten en dat een van de twee banen verkocht zou worden aan Six Flags America (destijds Adventure World), waar hij de naam Python kreeg, en de andere zou worden verplaatst naar de plek waar vroeger Ultra Twister stond. De achtbaan zou gaan sluiten in juli en de ontmanteling en verplaatsing zou beginnen in augustus. Op de plek van Lightnin' Loops zou dan de bouw van Batman: The Ride kunnen beginnen.
Tegen het einde van 1992 werd alsnog besloten de andere baan ook te verkopen aan een park van Funtime Parcs. Hier opende een baan van de achtbaan weer in Diamond Back. In 1994 werden alle parken van Funtime Parcs verkocht aan Premier Parcs (Six Flags), waardoor beide banen van de achtbanen terugkwamen in de Six Flags-familie.
Adventure World werd in 1999 hernoemd naar Six Flags America. In dat jaar werd de Python afgebroken en in een loods geplaatst. Daar heeft de achtbaan tot 2006 gelegen.
Frontier City werd door Premier Parcs verkocht aan PARCS. Hier is één baan van Lightnin' Loops nog steeds in werking.

## Ongeluk
Op woensdag 17 juni 1987 kwam de 19 jaar oude Karen Brown te overlijden nadat zij uit de achtbaan was gevallen. Een onderzoek van het State Labor Department toonde aan dat de achtbaan goed werkte, maar dat de medewerker bij de achtbaan een fout had gemaakt. De medewerker had niet gecontroleerd of alle veiligheidsbeugels wel goed vast zaten. Verder concludeerde het onderzoek dat het ongeluk nooit was gebeurd als de voorschriften waren gevolgd.
Huidig:
Batwing ·
Firebird ·
Professor Screamore's SkyWinder · 
Ragin' Cajun ·
ROAR · 
Superman: Ride of Steel · 
The Great Chase · 
The Joker's Jinx ·
The Wild One
Verdwenen:
Python · 
The Great Alonzo's Cannonball Coaster · 
Two-Face: The Flip Side